# Кукелс, Харий
Харий Кукелс (латыш. Harijs Kukels, 21 августа 1941 — 6 ноября 2014) — советский и латвийский оператор игрового кино.

## Биография
Родился 21 августа 1941 года в Риге, в семье торгового работника и швеи.
Окончил Рижскую музыкальную школу по классу фортепиано (1955), Рижскую 2-ю среднюю школу (1959), операторский факультет ВГИКа (1972).
С 1960 года работал на Рижской киностудии. Начинал с профессии техника съёмочного оборудования, затем был ассистентом оператора. В 1965 году на студии «Телефильм-Рига» снял свою первую самостоятельную работу — короткометражный телевизионный художественный фильм «Приглашение».
Дипломную ленту — фильм режиссёра Гарника Аразяна «Поженились старик со старухой», снимал на Рижской киностудии, после чего был зачислен в штат оператором-постановщиком. Работал в творческом союзе с режиссёром Янисом Стрейчем.
Член общества кинематографистов Латвии с 1978 года.
Был женат на Скайдрите Силе, творческом киноработнике.

## Фильмография
- 1965 — Приглашение
- 1971 — Поженились старик со старухой
- 1974 — Верный друг Санчо
- 1976 — Мастер
- 1978 — Театр
- 1979 — Незаконченный ужин
- 1981 — Лимузин цвета белой ночи
- 1981 — Помнить или забыть
- 1982 — Блюз под дождем
- 1983 — Чужие страсти
- 1984 — Нужна солистка
- 1984 — Фронт в отчем доме
- 1985 — Последняя индульгенция
- 1986 — В заросшую канаву легко падать
- 1986 — Объезд
- 1988 — Дом без выхода
- 1988 — Мель
- 1991 — Дитя человеческое
- 1991 — Собака, которая умела петь
- 1997 — Жернова судьбы
- 2000 — Мистерия старой управы
- 2004 — Осенняя роза
- 2010 — Наследство Рудольфа